# Clive Barker’s Jericho
Clive Barker’s Jericho, im Folgenden Jericho, ist ein Ego-Shooter mit Horror- und Team-Elementen aus dem Jahr 2007. Das Spiel wurde vom spanischen Studio MercurySteam entwickelt, den Vertrieb übernahmen Codemasters.

## Hintergrund
Der Titel setzt sich zusammen aus dem Namen des bekannten britischen Horror-Schriftstellers, Zeichners und Regisseurs Clive Barker, der die Hintergrundgeschichte des Spieles schrieb. Es ist nach Undying das zweite interaktive Projekt Barkers. Ebenso wie die meisten anderen seiner Schöpfungen, wird die im Spiel dargestellte Welt von einer äußerst düsteren und beklemmenden Atmosphäre dominiert.

## Handlung
Zu Anbeginn der Zeit erschuf Gott noch vor den Menschen das „Erstgeborene“, erkannte jedoch die Fehlerhaftigkeit seiner Schöpfung. Da er es nicht vernichten konnte, verbannte er es in eine Paralleldimension, wo es bis seither wartet, dass jemand seinem Ruf erliegt und es befreit. Anfang des 21. Jahrhunderts wird das Sonderkommando „Jericho“ des US-amerikanischen Department of Occult Warfare (deutsch etwa: Abteilung für übernatürliche Kriegsführung) in die Stadt al-Khali ausgesandt, um einen Dimensionsriss in eben jenen Abgrund zu sichern.
Dazu müssen die Kommandos in die Untiefen einer parallelen Welt (die „Pyxis“) eindringen, um den Spalt zur menschlichen Welt zu schließen. Das Team durchquert im Laufe der Mission verschiedene Ebenen, die jeweils einer vergangenen Epoche entrissen wurden, in welcher das Erstgeborene jeweils beinahe seinem Gefängnis entkam.

## Spielprinzip
Der Spieler übernimmt in diesem Ego-Shooter die Rollen von sieben Protagonisten, die mit unterschiedlichen Waffen und Fähigkeiten ausgestattet sind. Diese sieben Charaktere können abwechselnd vom Spieler gesteuert werden. Die restlichen Spielfiguren werden vom Spiel gesteuert, können jedoch durch Anweisungen des Spielers beeinflusst werden.
Jede Figur verfügt über zwei übernatürliche Fähigkeiten, die im Laufe des Spiels freigeschaltet werden, und mindestens eine Feuerwaffe. Je nach Spielsituation ist es notwendig bestimmte Figuren zu kontrollieren. So kann Delgado größere Gegneransammlungen bewältigen, wohingegen Rawlings als Heiler und Unterstützer wirkt. Die Gegner bestehen fast immer aus verstümmelten, ehemaligen Menschen und Monstern; sie erscheinen an festgelegten Orten und an manchen Stellen auch in endlosen Wellen, sofern der Spieler nicht weiter vorrückt. Bestimmte Gegner sind nur über zeitnahes Drücken von Tastenkombinationen besiegbar (Quick-Time Events), andere wiederum können nur an bestimmten Körperstellen verletzt werden.
Die Eingabe erfolgt bei den Konsolenfassungen über die jeweiligen Gamepads. Bei der PC-Fassung kann diese entweder über Maus und Tastatur oder ein Gamepad erfolgen. Die deutsche Fassung weist in Bezug auf den Inhalt der Geschichte keine Unterschiede zu der englischen oder amerikanischen Version auf. Die grafische Gestaltung blieb unverändert und wurde nicht geschnitten. Das Spiel selbst verfügt nur über einen Einzelspieler-Modus. Die Entwickler verzichteten auf einen Mehrspieler-Modus. Im Spiel können durch unterschiedliche Anforderungen Hintergrundinformationen und Bilder freigespielt werden.

## Altersfreigabe
Wegen der Gewaltdarstellung verweigerte in Deutschland die USK zunächst eine Kennzeichnung, weshalb Publisher Codemasters auf eine Veröffentlichung für Xbox 360 und PlayStation 3 in Deutschland aufgrund der verpflichtenden USK-Freigabe für diese Systeme verzichten musste. Codemasters veröffentlichte Jericho nach der Freigabeverweigerung zunächst in einer ungeprüften Version ohne USK-Siegel.
Rechtlich war Jericho zu diesem Zeitpunkt Spielen, die von der USK mit „keine Jugendfreigabe“ (ab 18 Jahren) bewertet wurden, gleichgestellt. Allerdings bestand ohne eine Kennzeichnung die Möglichkeit für ein Indizierungsverfahren wegen möglicher gewaltverherrlichender und jugendgefährdender Inhalte. Ein solches Verfahren wurde von der Bundesprüfstelle für jugendgefährdende Medien (BPjM) auch eingeleitet, jedoch wurde eine Indizierung des Spieles letztlich abgelehnt. Daraufhin erhielt Clive Barkers's Jericho von der USK nach einer Neuprüfung die Kennzeichnung „keine Jugendfreigabe“ und wurde in einer Neuauflage mit der 18er-Kennzeichnung zum Verkauf angeboten.

## Rezeption
Jericho erhielt in von der Presse gemischte Bewertungen, die von durchschnittlich bis gut reichten. In den von Metacritic gesammelten Tests erreicht es eine Durchschnittswertung von 63 von 100 Punkten.
Positiv hervorgehoben wurden die sehr unterschiedlichen Fähigkeiten der Figuren sowie die furchterregende Ton- und Bildgestaltung. Auch seien die Gefechte teilweise frenetisch und mitreißend. Beinahe durchgehend negativ bewertet, wurde das beinahe komplett lineare Leveldesign und die stupide KI der Gegner, welche meistens direkt auf den Spieler und seine Verbündeten zustürmen. Auch die KI der Verbündeten wurde als sehr simpel empfunden, was Teile des Spiels unnötig frustrierend mache. Die Steuerung sei zwar innovativ, aber stellenweise nicht ausgereift. Insbesondere beim Wechsel zwischen den Figuren käme es immer wieder zu Flüchtigkeitsfehlern. Die Handlung wurde insgesamt positiv aufgenommen, lasse jedoch viel Potenzial ungenutzt.
Aufgrund der starken Konkurrenz zum Zeitpunkt der Veröffentlichung und der sehr inkonsistenten Qualität, war der Titel kein kommerzieller Erfolg.